# Blagoje Marjanović
Pour les articles homonymes, voir Marjanović.
Blagoje Marjanović, né le 9 septembre 1907 à Belgrade et mort le 1er octobre 1984 dans la même ville, est un ancien footballeur serbe puis yougoslave. Il évoluait au poste d'attaquant.

## Biographie
Il a inscrit 36 buts en 57 sélections en équipe de Yougoslavie entre 1926 et 1938.
Il finit trois fois meilleur buteur du championnat du royaume de Yougoslavie en 1930, 1936 et 1937.